# 毛臭草
毛臭草（学名：Melica scabrosa var. puberula）为禾本科臭草属下的一个变种。